# Открыто-замкнутое множество
Открыто-замкнутое множество — множество топологического пространства, которое является одновременно замкнутым и открытым.
Множество является открыто-замкнутым, если оно совпадает со своими внутренностью и замыканием. 
Топологическое пространство {\displaystyle X} является связным, если и только если единственными замкнутыми и открытыми множествами являются пустое множество и само {\displaystyle X}. Множество открыто-замкнуто, если и только если его граница пуста. Любое открыто-замкнутое множество является объединением (возможно, бесконечного числа) связных компонент. Топологическое пространство {\displaystyle X} является дискретным, если и только если все его подмножества открыто-замкнуты.
Если использовать объединение и пересечение в качестве операций, то открыто-замкнутые подмножества данного топологического пространства {\displaystyle X} образуют булеву алгебру. Каждая булева алгебра может быть получена таким образом из подходящего топологического пространства (теорема Стоуна о представлении булевых алгебр).

## Примеры
В любом топологическом пространстве {\displaystyle X} пустое множество и всё пространство {\displaystyle X} являются открыто-замкнутыми множествами. 
В пространстве {\displaystyle (a,b)\cup (a',b')} ({\displaystyle a\leqslant b\leqslant a'\leqslant b'\in \mathbb {R} }) с естественной топологией вещественной прямой интервалы {\displaystyle (a,b)} и {\displaystyle (a',b')} одновременно открыты и замкнуты; это типичный пример: когда пространство состоит из конечного числа дискретных связных компонент, компоненты оказываются открыто-замкнутыми.
Если {\displaystyle X} — бесконечное множество с метрикой {\displaystyle d_{X}}, введённой на нём следующим образом:
{\displaystyle d_{X}(p,q)={\begin{cases}1,\quad p\neq q\\0,\quad p=q\\\end{cases}}},
то любое одиночное множество в метрическом пространстве {\displaystyle (X,d_{X})} — синглетон — открыто, следовательно, любое множество, будучи объединением синглетонов, также открыто, то есть все множества в таком пространстве открыто-замнктуы.
В пространство {\displaystyle \mathbb {Q} } всех рациональных чисел с их естественной топологией и множеством {\displaystyle A=\{q\in \mathbb {Q} \mid q>{\sqrt {2}}\}}, используя тот факт, что {\displaystyle {\sqrt {2}}} не принадлежит {\displaystyle \mathbb {Q} }, можно показать, что {\displaystyle A} является открыто-замкнутым в {\displaystyle \mathbb {Q} } подмножеством (при этом {\displaystyle A} не является открыто-замкнутым подмножеством вещественной прямой {\displaystyle \mathbb {R} } — оно ни открыто, ни замкнуто в {\displaystyle \mathbb {R} }).